# Кармаланъярви
Ка́рмаланъя́рви (фин. Karmalanjärvi) — озеро на территории Сортавальского городского поселения Сортавальского района Республики Карелия.

## Общие сведения
Площадь озера — 2,4 км². Располагается на высоте 6,0 метров над уровнем моря.
Форма озера продолговатая, лопастная, вытянутая с юго-запада на северо-восток. С северо-запада в него, минуя озеро Хюмпёлянъярви, втекает река Китенйоки, а с севера-востока вытекает река Хелюлянйоки. Берега озера изрезаны, в основном скалистые.
Рыбы: корюшка, щука, плотва, судак, окунь.
Вдоль юго-восточного берега озера проходит автомобильная дорога местного значения 86К-338 («Янниканиэми — Сортавала»).
У северо-восточной оконечности озера, пересекая вытекающую из него реку Хелюлянйоки, проходит трасса А121 («Сортавала»), а также железнодорожная линия Сортавала — Маткаселькя.
Озеро служит источником водоснабжения и приёмником бытовых сточных вод посёлка Заозёрный.
Код водного объекта в государственном водном реестре — 01040300211102000013278.